# Équipe fédérale Nancy-Lorraine
Maillots

## Histoire
L’Équipe Fédérale de Nancy-Lorraine devient alors la seule équipe professionnelle du Nord-Est de la France, de son côté le FC Sochaux-Montbéliard, alors FC Sochaux-Valentigney, est contraint et forcé de plonger dans l’amateurisme, Sochaux n’obtient pas d’équipe fédérale, son club étant le pionnier du football professionnel en France . Initialement un grand nombre de joueurs professionnels devaient quitter la Franche-Comté pour rejoindre la Ville aux Portes d’Or, si bien que cette équipe lorraine n’était finalement qu’une équipe sochalienne délocalisée qui ne devait posséder qu’un joueur nancéien contre douze sochaliens, y compris Étienne Mattler, l’illustre capitaine des Peugeotistes et de l’Équipe de France, au sein de son effectif de quinze joueurs. Finalement certains joueurs ne rejoindront pas Nancy, une partie ne souhaitant pas perdre leur situation de vie, notamment au sein de l’usine Peugeot de Sochaux comme Bernard Williams ou Étienne Mattler, ce dernier bénéficiant d’une dérogation de la part de la FFFA afin de pouvoir devenir joueur-moniteur au sein du FCSV, d’autres n’auront pas cette chance et seront contraint de s’exiler pour exercer leur métier malgré des contestations exprimées publiquement dans la presse nationale. Finalement ce sont sept sochaliens qui rejoindront les rives de la Meurthe pour la saison afin de composer la colonne vertébrale de l’équipe de Wartel, dont son capitaine Roger Magnin, associés à quelques joueurs du FC Nancy ou d’autres clubs de l’Hexagone. Les joueurs des clubs amateurs locaux faisant partie d’une « réserve fédérale », Wartel peut piocher notamment dans les effectifs du FC Nancy ou du FC Sochaux afin de pallier des blessures ou d’autres indisponibilités, c’est d’ailleurs grâce à ce système que Pierre Givert, jeune joueur du FCSV se retrouve titulaire en finale de la Coupe de France.

## Identité du club

### Couleurs
Les couleurs de l’équipe sont d’une évidence sans pareille, l’équipe devant représenter la Lorraine on choisit de lui donner les couleurs du drapeau lorrain. La tunique sera donc jaune bouton-d’or avec les parements et le col rouge, le short et les chaussettes sont eux aussi rouges.

### Écusson
Le championnat fédéral vise à uniformiser les équipes, que ce soit au niveau de la structure du nom composé de la ville et de la région mais aussi au niveau des écussons qui sont des écus français moderne dans lesquels on retrouve les drapeaux des régions représentées par l’équipe. On y retrouve donc le drapeau lorrain, de couleur jaune avec 3 alérions sur une bande rouge.

## Effectif
| Nom            | Position          | Équipe précédente             | Date d'arrivée    | Date de départ    |
| -------------- | ----------------- | ----------------------------- | ----------------- | ----------------- |
| Jean Gonzalès  | Gardien de but    | EF Rouen-Normandie            | 8 juin 1943       | 10 juin 1943      |
| Léon Papas     | Gardien de but    | FC Nancy                      | 4 octobre 1943    | 10 juin 1944      |
| Robert Pottier | Gardien de but    | Équipe fédérale Lyon-Lyonnais | 17 février 1944   | 16 mars 1944      |
| Guido Pretto   | Gardien de but    | AS Troyes Sainte-Savine       | 13 décembre 1943  | 15 février 1944   |
| Sorgus         | Gardien de but    | FC Sochaux-Montbéliard        | 23 août 1943      | 1er octobre 1943  |
| Maurice Caron  | Défenseur         | EF Clermont-Auvergne          | 8 juin 1944       | 10 juin 1944      |
| Léo Cecchini   | Défenseur         | FC Nancy                      | 1er octobre 1943  | 10 juin 1944      |
| Harry          | Défenseur         | FC Nancy                      | 4 août 1943       | 4 octobre 1943    |
| Aversat        | Milieu de terrain | ES La Ciotat                  | 4 juin 1944       | 4 juin 1944       |
| Pierre Givert  | Milieu de terrain | FC Sochaux-Montbéliard        | 5 mai 1944        | 10 juin 1944      |
| Lucien Leduc   | Milieu de terrain | EF Paris-Capitale             | 10 juin 1944      | 10 juin 1944      |
| Escola         | Attaquant         | Nîmes Olympique               | 23 août 1943      | 10 septembre 1943 |
| Fourmont       | Attaquant         | EF Lyon-Lyonnais              | 3 mars 1944       | 19 mai 1944       |
| Fourmont       | Attaquant         | EF Rouen-Normandie            | 8 juin 1944       | 10 juin 1944      |
| Roger Grava    | Attaquant         | Amiens AC                     | 10 septembre 1943 | 2 novembre 1943   |
| Prudhomme      | Attaquant         | RC Franc-Comtois              | 23 août 1943      | 20 décembre 1943  |
| Georges Sesia  | Attaquant         | FC Nancy                      | 1er octobre 1943  | 10 juin 1944      |

## Compétitions
| Championnat de France Fédéral de Football | Coupe de France                                             |
| ----------------------------------------- | ----------------------------------------------------------- |
| 10ème 31 points                           | Vainqueur face à l'Équipe Fédérale de Reims-Champagne (4-0) |
| 11V 9N 10D                                | 6V 0N 0D                                                    |
| TOTAL: 17V 9N 10D                         |                                                             |

### Évolution du classement et des résultats
| Journée  | 1  | 2  | 3  | 4  | 5  | 6  | 7  | 8  | 9  | 10 | 11 | 12 | 13 | 14 | 15 | 16 | 17  | 18 | 19  | 20  | 21 | 22 | 23  | 24  | 25 | 26  | 27  | 28  | 29  | 30  |
| -------- | -- | -- | -- | -- | -- | -- | -- | -- | -- | -- | -- | -- | -- | -- | -- | -- | --- | -- | --- | --- | -- | -- | --- | --- | -- | --- | --- | --- | --- | --- |
| Résultat | N  | N  | N  | N  | N  | V  | N  | N  | D  | V  | D  | D  | V  | V  | V  | D  | D   | V  | D   | D   | V  | V  | V   | N   | D  | D   | V   | D   | N   | V   |
| Rang     | 8e | 8e | 8e | 9e | 8e | 6e | 5e | 6e | 8e | 7e | 8e | 9e | 7e | 7e | 7e | 8e | 10e | 8e | 10e | 10e | 9e | 9e | 10e | 10e | 9e | 12e | 11e | 11e | 11e | 10e |

## Statistiques individuelles
| Nat. | Nom         | Championnat | Championnat | Coupe de France | Coupe de France | Total | Total       |
| Nat. | Nom         | M.j.        | But inscrit | M.j.            | But inscrit     | M.j.  | But inscrit |
| ---- | ----------- | ----------- | ----------- | --------------- | --------------- | ----- | ----------- |
|      | Coulon      | 15          | 0           | 2               | 0               | 17    | 0           |
|      | Gonzalès    | 2           | 0           | 0               | 0               | 2     | 0           |
|      | Papas       | 6           | 0           | 2               | 0               | 8     | 0           |
|      | Pottier     | 0           | 0           | 1               | 0               | 1     | 0           |
|      | Pretto      | 4           | 0           | 0               | 0               | 4     | 0           |
|      | Caron       | 1           | 0           | 0               | 0               | 1     | 0           |
|      | Cecchini    | 17          | 1           | 1               | 0               | 18    | 1           |
|      | Colas       | 7           | 0           | 2               | 0               | 9     | 0           |
|      | Cornilli    | 1           | 0           | 0               | 0               | 1     | 0           |
|      | Mathieu     | 24          | 1           | 5               | 0               | 29    | 1           |
|      | Rué         | 25          | 1           | 5               | 0               | 30    | 1           |
|      | Aversat     | 1           | 0           | 0               | 0               | 1     | 0           |
|      | Givert      | 1           | 1           | 1               | 0               | 2     | 1           |
|      | Grandidier  | 15          | 1           | 5               | 0               | 20    | 1           |
|      | Leduc       | 1           | 0           | 0               | 0               | 1     | 0           |
|      | Magnin      | 27          | 0           | 5               | 0               | 32    | 0           |
|      | Pibarot     | 17          | 1           | 3               | 0               | 20    | 1           |
|      | Escola      | 1           | 0           | 0               | 0               | 1     | 0           |
|      | Fourmont    | 4           | 0           | 2               | 0               | 6     | 0           |
|      | Grava       | 6           | 4           | 0               | 0               | 6     | 4           |
|      | Jacques     | 27          | 8           | 5               | 4               | 32    | 12          |
|      | Parmeggiani | 27          | 15          | 5               | 1               | 32    | 16          |
|      | Pessonneaux | 27          | 6           | 3               | 1               | 30    | 7           |
|      | Poblome     | 25          | 24          | 5               | 16              | 30    | 40          |
|      | Sesia       | 16          | 4           | 3               | 1               | 19    | 5           |

Les données sont réalisées sur 32 matchs car des données sont manquantes sur 4 matchs (3 de championnat, 1 de Coupe de France)